# José de Acosta
Joseph de Acosta, S.J. (Medina del Campo, 1 de octubre de 1540 - Salamanca, 15 de febrero de 1600) fue un científico jesuita, protoantropólogo y naturalista español que desempeñó importantes misiones en América a partir de 1571, año en que emprendió su viaje al Perú sosteniendo que los indígenas americanos habrían llegado a dicho continente desde el norte de Asia. 
Además de la narración de las aventuras de un lego en tierras americanas, conocidas por los europeos como "Las Indias" (Peregrinación de Bartolomé Lorenzo), debe su fama de observador sagaz y lúcido expositor a Historia natural y moral de las Indias, obra publicada en Sevilla en 1590 y pronto traducida al francés en 1598 y al inglés en 1604. En dicho libro observó las costumbres, ritos y creencias de los indígenas de México y Perú y halló una interpretación científica y global de todos los fenómenos físicos naturales, entre los cuales descubrió la Corriente de Humboldt (250 años antes que Humboldt).

## Biografía

### Infancia y juventud
Hijo menor de Antonio de Acosta y Ana de Porres. Su familia (de probable origen judío converso) pertenecía a la burguesía mercantil de Medina del Campo y alcanzaba un total de 11 integrantes. Desglosando esta información, José de Acosta cuenta con tres hermanas y cinco hermanos mayores, la gran mayoría de ellos vinculados directamente a la vida religiosa. Sus hermanas fueron dos religiosas destacadas, y cuatro de sus hermanos ingresaron con él a la orden de los jesuitas, mientras que el hermano restante fue militar de fama en Italia, Países Bajos y Aragón, siendo honrado por Felipe II a su muerte en 1595.
A los once años de edad, Acosta ingresó al noviciado de la Compañía de Jesús de su ciudad natal y de inmediato destacó sus capacidades y habilidades, convirtiéndose a los quince años en profesor de sus compañeros en el área de latín y redactando varias de las cartas cuatrimestrales al Padre General. Asimismo, antes de sus diecisiete años, compuso tragedias, comedias y autos bíblicos para ser representados por sus compañeros en los días festivos. 
Entre 1559 y 1567 residió en Alcalá de Henares, entonces centro reconocido del humanismo español. Allí recibiría estudios de Filosofía, Teología y Ciencias Naturales evidenciando, al mismo tiempo, una mente ágil, astuta y precisa además de un gran poder de observación.

### Sacerdote jesuita y llegada al Perú
Siendo nombrado sacerdote en 1567, es destinado a Ocaña y Plasencia con el fin de impartir clases de teología en los colegios jesuitas de dichos lugares, hasta que a sus treinta y un años solicita a la Compañía ser enviado a misiones americanas, como lo indica en su «Descargo o apología del Papa». Para este efecto, en 1571 pasa a la Isla Española y a los pocos meses sigue su viaje por tierra firme para, finalmente, llegar al Perú a mediados de 1572 como parte de la tercera misión enviada por los jesuitas al virreinato. Allí colaboró con el virrey Francisco Álvarez de Toledo y realizó una importante labor misional, llegando a ser provincial de la Compañía en la provincia jesuita del referido país.
Joseph de Acosta había llegado al Perú tres años después de que Francisco de Toledo asumiese como virrey en 1569. A su llegada a Lima, se le ordenó cruzar los Andes, al parecer para unirse al virrey en el interior. Tomó la ruta con catorce o quince compañeros a través de la montañosa provincia de Huarochirí y por el elevado paso de Pariacaca, a más de 4000 metros sobre el nivel del mar, donde todo el grupo se vio seriamente afectado por los efectos de la atmósfera enrarecida. 
Después de la decapitación de Túpac Amaru I ordenada por el virrey Toledo, este dedicó cinco años a un recorrido a través de cada parte del Virreinato del Perú con el fin de conocer y mejorar la organización del mismo. En esta actividad, tuvo participación el jesuita Acosta, el licenciado Polo de Ondegardo, y el juez Matienzo. Del mismo modo, Acosta también acompañó al citado virrey en Charcas, y estuvo con él durante su fracasada expedición contra los indígenas chiriguanos.

### Labor como misionero y profesor en el Virreinato
Dentro de su labor jesuita, José de Acosta fundó varios colegios, entre ellos los de Panamá, Arequipa, Potosí, Chuquisaca y La Paz , a pesar de la fuerte oposición del virrey Toledo quien, como virrey, no estaba a gusto con las fundaciones de nuevos colegios por considerar excesivo el número de los ya existentes. Los deberes oficiales de Acosta (como la referida fundación de centros educacionales) lo llevaron a investigar personalmente el extenso territorio; de este modo, adquirió un conocimiento práctico de la vasta provincia y de sus habitantes aborígenes, el cual plasmó en la elaboración de sus reconocidas obras.
En esos tiempos, la sede principal de los jesuitas se ubicaba en la entonces pequeña ciudad de Juli, cerca de la orilla occidental del lago Titicaca. Aquí se formó un colegio, se estudiaron las lenguas de los pueblos originarios, y con el tiempo se estableció una imprenta. Acosta probablemente residió en Juli durante gran parte de su estadía en el territorio que entonces comprendía el virreinato del Perú. Fue aquí, con toda probabilidad, que observó el famoso cometa de 1577, entre el 1 de noviembre al 8 de diciembre, que se extendió como un penacho de fuego desde el horizonte casi hasta el cenit. Aquí también dedicó gran parte de su tiempo a la preparación de varias obras eruditas, cuyos manuscritos más tarde llevó al regresar a España, incluyendo los dos primeros libros de la Historia natural de las Indias. En este mismo lugar, Acosta recibió información con respecto al río Amazonas de un hermano de la orden que había estado antes en el famoso crucero pirata de Lope de Aguirre.
Hacia el fin del virreinato de Toledo, Acosta parece haberse trasladado desde el interior del Perú a Lima. En este periodo, menciona estar supervisando la fundición de una gran campana (para la que había dificultades en conseguir combustible para el horno) por lo que fue necesario talar grandes árboles en el valle del río Rímac.
El virrey Toledo fue prácticamente el re-fundador de la Universidad de San Marcos en Lima, donde Acosta ocupó la cátedra de teología. En dicho cargo, el jesuita logró dar nuevas muestras de su gran capacidad oratoria y por ello, entre otras razones, fue elegido provincial de la Compañía de Jesús en 1576. 
En 1579, el corsario inglés Francis Drake amenazaba la costa peruana y el virrey envió una flota al mando de Don Pedro Sarmiento de Gamboa con dos objetivos; por un lado, dar caza al enemigo inglés, y por el otro, explorar y estudiar el estrecho de Magallanes. En relación con ello, Acosta tuvo entrevistas con el piloto de la flota de Sarmiento y se le permitió inspeccionar sus cartas obteniendo así mucha información hidrográfica como en particular respecto a las mareas en los estrechos. Asimismo, conversó con el nuevo virrey del Perú Martín Enríquez de Almansa y plasmó con él valiosas ideas en torno a la misma temática. 
El III Concilio Limense de la Iglesia católica, dirigido por Santo Toribio de Mogrovejo, determinó nuevas formas y estrategias para la evangelización como un estilo de vida del clero. Se puso en claro la necesidad de crear Seminarios  así como un Catecismo que debería ser difundido en lenguas originarias (como el aimara y el quechua) para así poder cumplir las resoluciones del Concilio Tridentino. Para este efecto, José de Acosta dirigió la elaboración del catecismo y el brevario trilingües. Una consecuencia de este hecho fue que la selección de los idiomas originarios definió de manera decisiva el relegamiento lingüístico del puquina, que entonces todavía era mayoritariamente hablado por las mujeres amerindias en las regiones del Urcosuyo, Umasuyo y Colesuyo de los Andes Centrales. En resumidas cuentas, en el período de sesiones de 1582 del III Concilio Limense, Acosta jugó un papel fundamental y fue su historiador. Sumado a ello, pronunció un discurso elocuente preparado para su última sesión del 18 de octubre de 1583.

### Últimos años y escritos
José de Acosta, además de la Historia natural y moral de las Indias, compuso también otra obra, De procuranda indorum salute en la que, llevando a síntesis madura los estudios de autores precedentes, daba respuesta segura a muchas cuestiones teológicas, jurídicas y misionales. Escrito entre 1575 y 1576, este libro fue desde su aparición un importante Manual de Misionología.
En 1586 marchó hacia Nueva España, donde estuvo casi un año, regresando finalmente a la Península ibérica junto al jesuita Alonso Sánchez, cuyo proyecto de una invasión ibérica de China Acosta censuró. Su cercanía con el rey Felipe II le permitió publicar su primera obra sobre América, De Natura Novi Orbis, en 1589. Viajó a continuación a Roma e imprimió algunos tratados en latín. Nombrado visitador de su orden en Andalucía y Aragón, regresó a Roma en 1592 donde participó en la V Congregación General de la Compañía de Jesús y en ella fue acusado de "cristiano nuevo" y rebelde. Dedicado a la predicación y a la enseñanza en Valladolid, imprimió sus mejores sermones en tres tomos en Salamanca. Reivindicado por sus compatriotas, fue elegido rector del Colegio de Salamanca, cargo en el que falleció a sus cincuenta y nueve años, el 15 de febrero de 1600.
Su obra, considerado entre los últimos grandes trabajos de la escuela de Salamanca, cayó en el olvido durante siglos, debido a su pertenencia a la Compañía de Jesús, la cual fue condenada por la Ilustración, al afirmar esta que ningún conocimiento podía venir de la Iglesia de Roma, aunque sus aportaciones no tuvieran connotaciones teológicas. Este borrado de la historia fue aprovechado casi dos siglos más tarde por el prusiano Humboldt, cuya corriente antropológica no hace sino copiar sus investigaciones.

## Obras

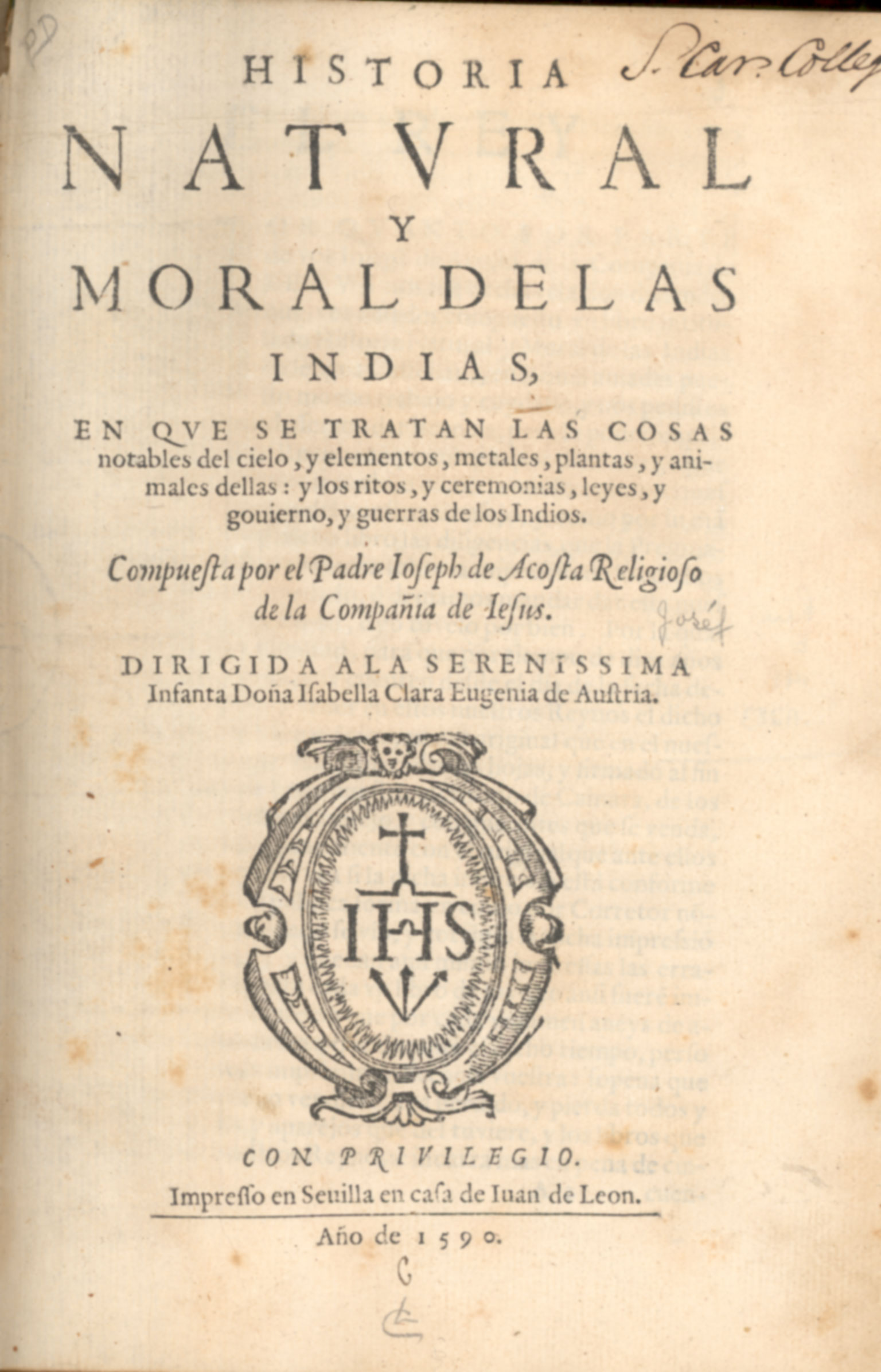
Primera página de la Historia natural y moral de las Indias

- Tragoedia de Jeptaeo filiam trucidante y De vendito Joseph (Medina del Campo: 1555 y 1556, perdidas).

- Doctrina Christiana y Catecismo para la Instrucción de los Indios (Lima: 1584)
- Tercer Catecismo y Exposición de la Doctrina Christiana, por sermones (Lima: 1585)
- Confesionario para los Curas de Indias (Lima: 1585)
- De Natura Novi Orbis Libri Duo (Salamanca: 1588/89)
- De procuranda Indorum salute (Salamanca: 1588/89)
- Acosta, Joseph de, Historia natural y moral de las Indias, 1590
- Acosta, Joseph de, Historia natural y moral de las Indias : en que se tratan las cosas notables del cielo y elementos, metales, plantas, y animales dellas y los ritos, y ceremonias, leyes y gobierno, y guerras de los indios Sevilla : Juan de León, 1590
- Acosta, Joseph de, De Christo revelato  (Roma: 1590)
- Acosta, Joseph de, De temporibus novissimus (Roma: 1590)
- Cartas